# Zwalista Baszta
Zwalista Baszta (słow. Westerova stena) – turnia o wysokości ok. 2285 m n.p.m. znajdująca się w masywie Granackich Baszt w słowackiej części Tatr Wysokich. Leży ona w prawym filarze południowo-zachodniej ściany Zwalistej Turni. Nieco poniżej wierzchołka Zwalistej Baszty znajduje się Zwalisty Przechód – przełęcz, przez którą przebiega system trawiastych zachodów zwany Granacką Ławką. Wierzchołek Zwalistej Baszty nie jest dostępny dla turystów, dla taterników najłatwiej dostępny jest od strony Zwalistego Przechodu.
Zwalista Baszta opada wysoką i stromą ścianą w kierunku Wyżniego Wielickiego Ogrodu w Dolinie Wielickiej. Ściana ta jest ograniczona żlebem opadającym południowo-zachodnią ścianą Zwalistej Turni i dolną częścią Kwietnikowego Żlebu.
Pierwszego zarejestrowanego wejścia na Zwalistą Basztę dokonał Witold Henryk Paryski (od Zwalistego Przechodu), który uczynił to 9 sierpnia 1954 r. Najprawdopodobniej jednak dokonywano na nią wejść już wcześniej.